# Coris debueni
Coris debueni es una especie de peces de la familia Labridae en el orden de los Perciformes.

## Morfología
Los machos pueden llegar alcanzar los 22,5 cm de longitud total.

## Distribución geográfica
Se encuentra en la isla de Pascua.